# کاندومی

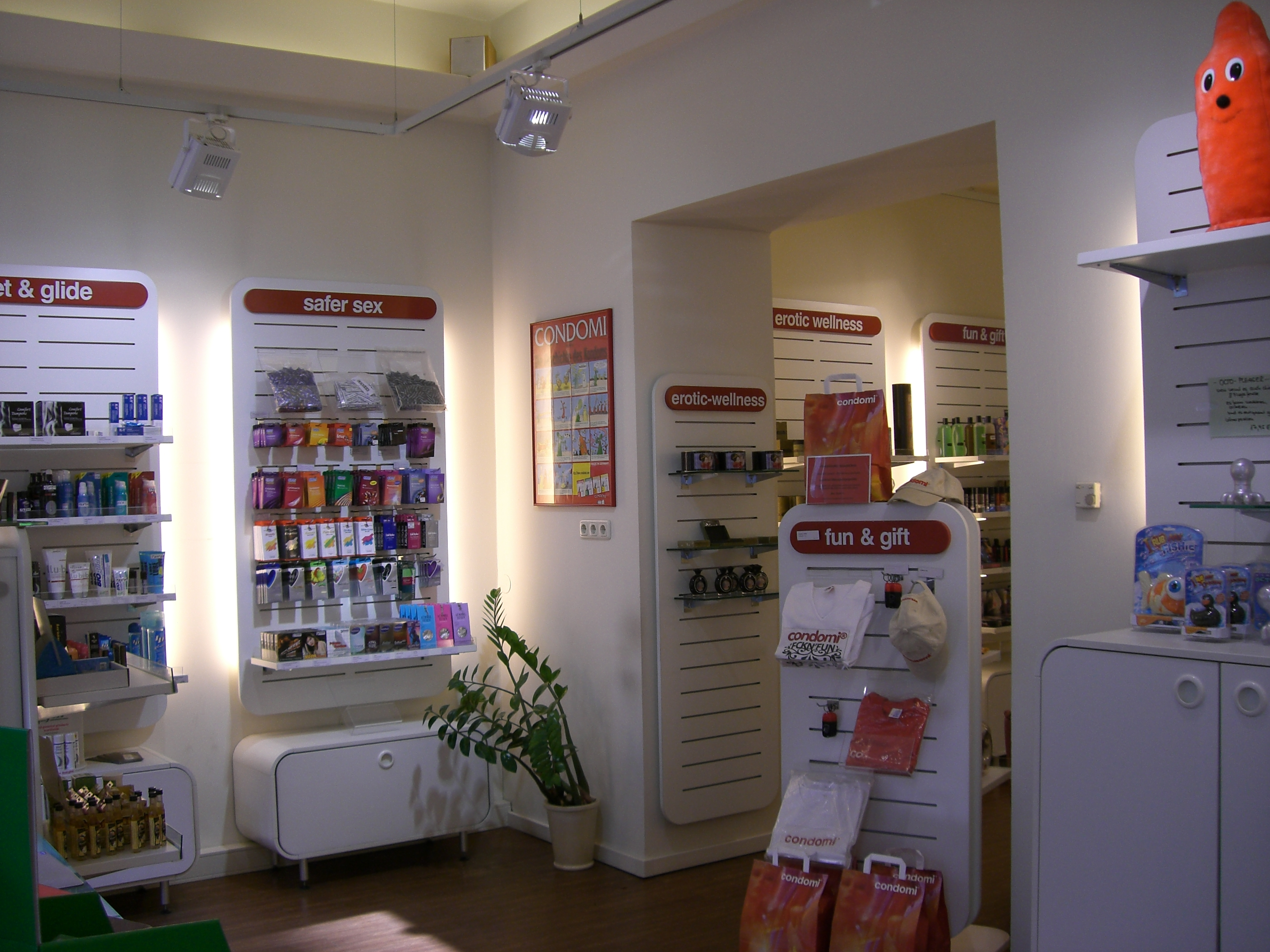
فروشگاه کاندومی در کلن

کاندومی (انگلیسی: Condomi) یک تولیدکننده کاندوم آلمانی مستقر در کلن است که تولید آن در سال ۱۹۸۸ آغاز شد. برای سال‌ها، کاندومی از تکنیک تولیدی استفاده می‌کرد که شامل استفاده از پروتئین شیر کازئین نمی‌شد. این بدان معنی بود که کاندومی یکی از معدود خطوط کاندوم بود که فاقد کازئین بود و برای گیاهخواران و وگان‌ها مناسب بود.
کاندومی در حال حاضر متعلق به یونی‌میل کاندومز (Unimill Condoms) است که یکی از شرکت‌های تابعه آنسل است.
محصولات کاندومی در سبک‌ها و طعم‌های مختلف از جمله توت‌فرنگی، شکلات، نعناع و نارگیل عرضه می‌شوند.